# Avenida José Joaquim de Araújo Regadas

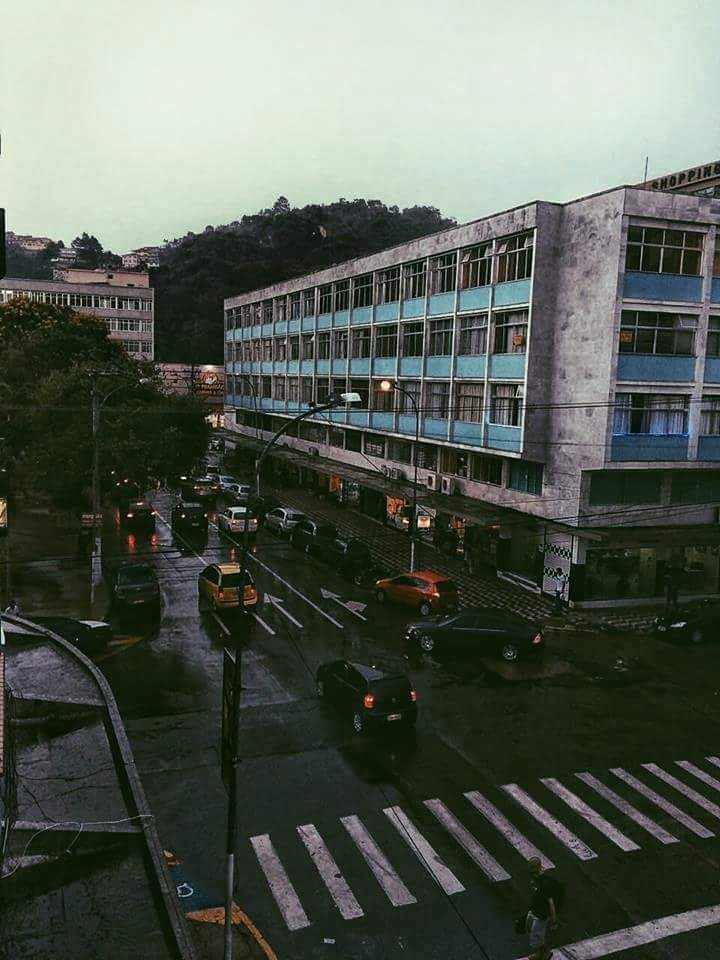
Vista da avenida, em janeiro de 2017

Avenida José Joaquim de Araújo Regadas, ou simplesmente Avenida J. J. de Araújo Regadas, e conhecida popularmente como Parque Regadas, é uma avenida do município brasileiro de Teresópolis, localizado no Interior do Rio de Janeiro. Começa na margem esquerda da Avenida Delfim Moreira e termina na margem direita da Avenida Lúcio Meira, correspondendo a um dos principais núcleos comerciais da cidade, além de ser um notável ponto de realização de shows e eventos, como o Carnaval de Teresópolis e edições do Festival de Inverno, além de desfiles cívicos e corridas de Rua.